# Groupe D du Championnat du monde masculin de handball 2017
Cet article détaille les matchs du Groupe D de la phase préliminaire du Championnat du monde 2017 de handball organisé en France du 11 au 29 janvier 2016. Tous les matchs se déroulent dans l'AccorHotels Arena à Paris.
Les quatre premières équipes sont qualifiées pour les huitièmes de finale tandis que les deux dernières équipes disputent la Coupe du Président pour déterminer le classement des équipes de la 17e à la 24e place.

## Classement
|   | Équipe    | Pts | J | G | N | P | Bp  | Bc  | Diff |
| - | --------- | --- | - | - | - | - | --- | --- | ---- |
| 1 | Danemark  | 10  | 5 | 5 | 0 | 0 | 157 | 130 | 27   |
| 2 | Suède     | 8   | 5 | 4 | 0 | 1 | 162 | 111 | 51   |
| 3 | Égypte    | 6   | 5 | 3 | 0 | 2 | 138 | 143 | -5   |
| 4 | Qatar     | 4   | 5 | 2 | 0 | 3 | 127 | 129 | -2   |
| 5 | Argentine | 2   | 5 | 1 | 0 | 4 | 108 | 137 | -29  |
| 6 | Bahreïn   | 0   | 5 | 0 | 0 | 5 | 110 | 152 | -42  |

## Détail des matchs

### Journée 1
| 13 janvier 2017 14h00 | Qatar           | 20 - 22  | Égypte           | AccorHotels Arena, Paris Affluence : 4 315 Arbitrage : López, Ramírez |
| 13 janvier 2017 14h00 | Rafael Capote 5 | (8 - 11) | Ahmed El Ahmar 8 | AccorHotels Arena, Paris Affluence : 4 315 Arbitrage : López, Ramírez |
| 13 janvier 2017 14h00 | ×2 ×4           | Rapport  | ×1 ×7            | AccorHotels Arena, Paris Affluence : 4 315 Arbitrage : López, Ramírez |

| 13 janvier 2017 17h45 | Suède              | 33 - 16  | Bahreïn               | AccorHotels Arena, Paris Affluence : 6 579 Arbitrage : Reveret, Pichon |
| 13 janvier 2017 17h45 | Jerry Tollbring 10 | (17 - 5) | Mohamed Habib Hasan 4 | AccorHotels Arena, Paris Affluence : 6 579 Arbitrage : Reveret, Pichon |
| 13 janvier 2017 17h45 | ×2 ×5              | Rapport  | ×2 ×5                 | AccorHotels Arena, Paris Affluence : 6 579 Arbitrage : Reveret, Pichon |

| 13 janvier 2017 20h45 | Danemark        | 33 - 22   | Argentine                   | AccorHotels Arena, Paris Affluence : 7 582 Arbitrage : Pavićević, Ražnatović |
| 13 janvier 2017 20h45 | Mikkel Hansen 6 | (17 - 11) | Federico Gastón Fernández 6 | AccorHotels Arena, Paris Affluence : 7 582 Arbitrage : Pavićević, Ražnatović |
| 13 janvier 2017 20h45 | ×2 ×3           | Rapport   | ×2 ×4                       | AccorHotels Arena, Paris Affluence : 7 582 Arbitrage : Pavićević, Ražnatović |

### Journée 2
| 14 janvier 2017 20h45 | Égypte           | 28 - 35   | Danemark            | AccorHotels Arena, Paris Affluence : 7 413 Arbitrage : Lah, Sok |
| 14 janvier 2017 20h45 | Yehia El-Deraa 6 | (15 - 21) | Lasse Svan Hansen 6 | AccorHotels Arena, Paris Affluence : 7 413 Arbitrage : Lah, Sok |
| 14 janvier 2017 20h45 | ×2 ×1            | Rapport   | ×2 ×4               | AccorHotels Arena, Paris Affluence : 7 413 Arbitrage : Lah, Sok |

| 15 janvier 2017 14h45 | Argentine           | 17 - 35   | Suède                | AccorHotels Arena, Paris Affluence : 12 578 Arbitrage : Lah, Sok |
| 15 janvier 2017 14h45 | Sebastián Simonet 5 | (11 - 16) | Mattias Zachrisson 8 | AccorHotels Arena, Paris Affluence : 12 578 Arbitrage : Lah, Sok |
| 15 janvier 2017 14h45 | ×2 ×4               | Rapport   | ×3 ×5 ×1             | AccorHotels Arena, Paris Affluence : 12 578 Arbitrage : Lah, Sok |

| 15 janvier 2017 17h45 | Bahreïn              | 22 - 32  | Qatar          | AccorHotels Arena, Paris Affluence : 4 475 Arbitrage : Pavićević, Ražnatović |
| 15 janvier 2017 17h45 | Mahmood Abdulqader 5 | (9 - 19) | Ahmad Madadi 8 | AccorHotels Arena, Paris Affluence : 4 475 Arbitrage : Pavićević, Ražnatović |
| 15 janvier 2017 17h45 | ×4 ×5                | Rapport  | ×2 ×7          | AccorHotels Arena, Paris Affluence : 4 475 Arbitrage : Pavićević, Ražnatović |

### Journée 3
| 16 janvier 2017 17h45 | Égypte           | 31 - 29   | Bahreïn      | AccorHotels Arena, Paris Affluence : 4 429 Arbitrage : Reveret, Pichon |
| 16 janvier 2017 17h45 | Yehia El-Deraa 6 | (17 - 15) | Mahdi Saad 6 | AccorHotels Arena, Paris Affluence : 4 429 Arbitrage : Reveret, Pichon |
| 16 janvier 2017 17h45 | ×3               | Rapport   | ×2 ×5 ×1     | AccorHotels Arena, Paris Affluence : 4 429 Arbitrage : Reveret, Pichon |

| 16 janvier 2017 20h45 | Danemark        | 27 - 25   | Suède           | AccorHotels Arena, Paris Affluence : 13 850 Arbitrage : López, Ramírez |
| 16 janvier 2017 20h45 | Mikkel Hansen 8 | (14 - 10) | Niclas Ekberg 7 | AccorHotels Arena, Paris Affluence : 13 850 Arbitrage : López, Ramírez |
| 16 janvier 2017 20h45 | ×2 ×4           | Rapport   | ×3              | AccorHotels Arena, Paris Affluence : 13 850 Arbitrage : López, Ramírez |

| 17 janvier 2017 17h45 | Qatar                | 21 - 17 | Argentine                   | AccorHotels Arena, Paris Affluence : 3 641 Arbitrage : Lah, Sok |
| 17 janvier 2017 17h45 | Kamalaldin Mallash 5 | (9 - 2) | Federico Gastón Fernández 7 | AccorHotels Arena, Paris Affluence : 3 641 Arbitrage : Lah, Sok |
| 17 janvier 2017 17h45 | ×3                   | Rapport | ×1 ×2                       | AccorHotels Arena, Paris Affluence : 3 641 Arbitrage : Lah, Sok |

### Journée 4
| 18 janvier 2017 14h00 | Argentine                 | 26 - 31   | Égypte          | AccorHotels Arena, Paris Affluence : 7 233 Arbitrage : López, Ramírez |
| 18 janvier 2017 14h00 | Federico Matías Vieyra 12 | (10 - 13) | Trois joueurs 5 | AccorHotels Arena, Paris Affluence : 7 233 Arbitrage : López, Ramírez |
| 18 janvier 2017 14h00 | ×2 ×4                     | Rapport   | ×3 ×5           | AccorHotels Arena, Paris Affluence : 7 233 Arbitrage : López, Ramírez |

| 18 janvier 2017 17h45 | Danemark             | 30 - 26   | Bahreïn                          | AccorHotels Arena, Paris Affluence : 7 900 Arbitrage : Lah, Sok |
| 18 janvier 2017 17h45 | Henrik Toft Hansen 6 | (17 - 13) | Mohamed Habib, Komail Mahfoodh 6 | AccorHotels Arena, Paris Affluence : 7 900 Arbitrage : Lah, Sok |
| 18 janvier 2017 17h45 | ×2 ×4 ×1             | Rapport   | ×2 ×6                            | AccorHotels Arena, Paris Affluence : 7 900 Arbitrage : Lah, Sok |

| 18 janvier 2017 20h45 | Suède           | 36 - 25   | Qatar            | AccorHotels Arena, Paris Affluence : 6 034 Arbitrage : Reveret, Pichon |
| 18 janvier 2017 20h45 | Niclas Ekberg 9 | (19 - 12) | Bertrand Roiné 8 | AccorHotels Arena, Paris Affluence : 6 034 Arbitrage : Reveret, Pichon |
| 18 janvier 2017 20h45 | ×1 ×6           | Rapport   | ×1               | AccorHotels Arena, Paris Affluence : 6 034 Arbitrage : Reveret, Pichon |

### Journée 5
| 20 janvier 2017 14h00 | Bahreïn              | 17 - 26  | Argentine                   | AccorHotels Arena, Paris Affluence : 6 314 Arbitrage : Reveret, Pichon |
| 20 janvier 2017 14h00 | Mahmood Abdulqader 5 | (8 - 13) | Federico Gastón Fernández 8 | AccorHotels Arena, Paris Affluence : 6 314 Arbitrage : Reveret, Pichon |
| 20 janvier 2017 14h00 | ×2 ×6                | Rapport  | ×1 ×7                       | AccorHotels Arena, Paris Affluence : 6 314 Arbitrage : Reveret, Pichon |

| 20 janvier 2017 17h45 | Suède           | 33 - 26  | Égypte       | AccorHotels Arena, Paris Affluence : 7 660 Arbitrage : Lah, Sok |
| 20 janvier 2017 17h45 | Niclas Ekberg 8 | (15 - 9) | Eslam Issa 7 | AccorHotels Arena, Paris Affluence : 7 660 Arbitrage : Lah, Sok |
| 20 janvier 2017 17h45 | ×1 ×7           | Rapport  | ×3 ×4        | AccorHotels Arena, Paris Affluence : 7 660 Arbitrage : Lah, Sok |

| 20 janvier 2017 20h45 | Qatar                        | 29 - 32   | Danemark          | AccorHotels Arena, Paris Affluence : 8 444 Arbitrage : López, Ramírez |
| 20 janvier 2017 20h45 | Rafael Capote, Youssef Ali 5 | (16 - 14) | Jesper Nøddesbo 8 | AccorHotels Arena, Paris Affluence : 8 444 Arbitrage : López, Ramírez |
| 20 janvier 2017 20h45 | ×2                           | Rapport   | ×3 ×4             | AccorHotels Arena, Paris Affluence : 8 444 Arbitrage : López, Ramírez |